# Гацата (Ређо Емилија)
Гацата је насеље у Италији у округу Ређо Емилија, региону Емилија-Ромања.
Према процени из 2011. у насељу је живело 396 становника. Насеље се налази на надморској висини од 39 м.